# Nina Paley
Nina Paley (ur. 3 maja 1968 w Urbana) – amerykańska rysowniczka, animatorka i działaczka wolnej kultury.
Wyreżyserowała pełnometrażowe filmy animowane „Sita śpiewa bluesa” i "Seder-Masochizm". Była rysowniczką i autorką komiksów z serii „Nina’s Adventures” czy „Fluff”, ale większość jej obecnych prac dotyczy animacji.
W 2012 r. była gościem specjalnym konferencji CopyCamp w Warszawie.

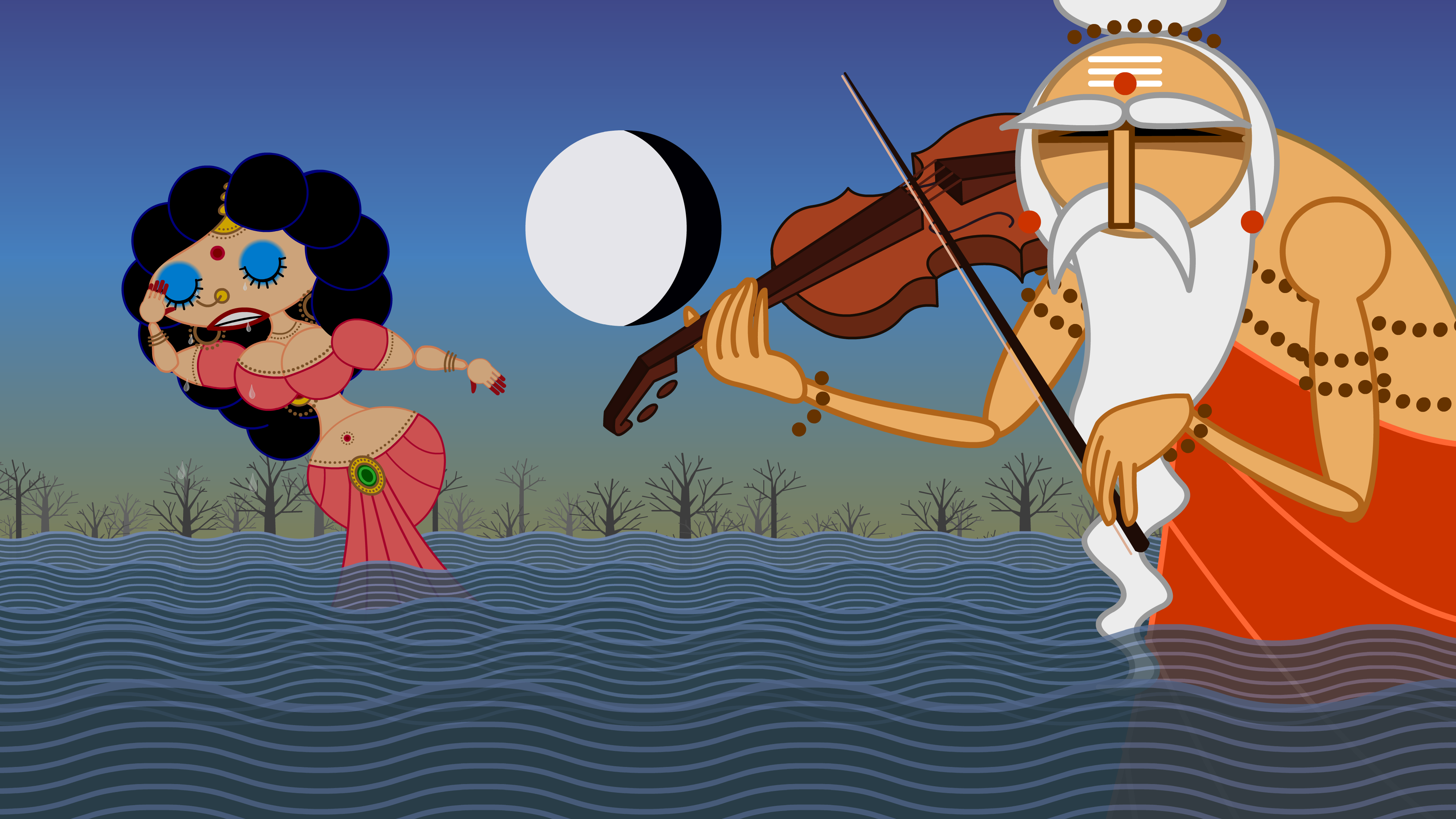
Kadr z filmu „Sita śpiewa bluesa”